# 록 스탁 앤 투 스모킹 배럴즈
《록 스탁 앤 투 스모킹 배럴즈》(영어: Lock, Stock and Two Smoking Barrels)는 1998년 개봉한 영국의 네오누아르 블랙 코미디 범죄 영화이다. 가이 리치의 장편 영화 감독 데뷔작이며, 리치가 각본 역시 맡았다.

## 줄거리
런던 삼류 범죄 집단의 사기 도박꾼 에디는 톰, 소프, 베이컨과 모은 10만 파운드를 들고 큰 판돈이 걸린 범죄 두목 "해칫" 해리 론즈데일의 스리카드 브래그에 참전한다. 하지만 이 조작된 도박판에서 에디는 50만 파운드의 빚을 져 일주일 안에 갚아야만 하는 신세가 된다. 사실 해리가 진짜로 노리는 건 에디의 아버지 JD의 바이다.
한편 해리는 경매에 올라온 값비싼 홀랜드 앤드 홀랜드 골동품 산탄총 두 자루를 탐내고, 부하 배리 "더 뱁티스트"는 도둑 게리와 딘을 시켜 이를 훔치게 한다. 그러나 아둔한 게리와 딘은 장물아비 닉 "더 그리크"에게 산탄총을 넘기고 만다.
집에 돌아온 에디는 "도그"가 이끄는 이웃 강도단이 대마 재배자들을 상대로 강도를 저지를 계획을 세우는 대화를 엿듣는다. 톰은 도그의 강도단이 범행을 끝내면 이를 다시 자신이 재강탈할 준비를 하면서 닉에게서 문제의 산탄총들을 사들인다.
도그의 강도단에게서 대마, 그리고 현금이 든 더플 백을 뺏은 에디 무리는 닉을 통해 폭력배 로리 브레이커에게 대마를 반값에 넘긴다. 그러나 로리는 이 대마가 자신의 밑에 있는 대마 재배자들에게서 훔친 물건이라는 걸 알게 되자 닉을 겁박해 에디의 집 주소를 알아낸다.
에디 무리가 JD의 바에서 축배를 드는 사이 도그의 강도단은 우연히 자신들을 강도질한 게 이웃 에디 무리라는 걸 알게 된다. 도그의 강도단은 에디의 아파트를 급습하지만 이곳에 마침 로리의 폭력 조직이 나타나면서 둘 사이에 총격전이 벌어지고, 도그와 대마 재배자 윈스턴만 살아남는다. 윈스턴은 대마를 들고 떠나고, 도그는 산탄총과 더플 백을 챙겨 도망치려 하다가 해리의 부하인 빚 수금 업자 빅 크리스에게 제압된다. 해리에게 산탄총과 더플 백을 가져다주고 본인 차로 돌아온 빅 크리스는 아들 리틀 크리스에게 칼을 들이댄 채 더플 백을 돌려달라고 요구하는 도그를 발견한다.
게리와 딘은 해리의 사무실에 찾아가고, 다툼이 일면서 게리, 딘, 배리, 해리가 사망한다. 집으로 돌아온 에디 무리는 자신들이 훔쳤던 물건들이 사라진 살육의 현장을 확인하고 해리의 사무실로 향했다가 그곳에서 또 시체 더미를 보고 더플 백을 챙겨 떠난다. 도그의 말에 순응해 해리의 사무실로 가는 척 운전을 하던 빅 크리스는 도그를 무력화하려고 일부러 차를 에디 무리의 차에 박고 차문으로 도그를 패 죽인다. 빅 크리스는 정신을 잃은 에디에게서 더플 백을 회수하지만 톰이 산탄총을 가져가는 것은 내버려둔다.
에디 무리는 체포되지만 도그의 강도단이 범행 중에 마주쳤던 주차 집행관의 증언 덕분에 풀려난다. 에디 무리는 바에 모이고, 에디, 베이컨, 소프는 톰에게 유일하게 남은 범죄 증거물인 산탄총을 없애 버리라고 한다. 톰이 나간 뒤 크리스가 나타나 안에 골동품 무기 카탈로그만 남은 더플 백을 돌려준다. 카탈로그를 넘겨보던 셋은 산탄총의 가치를 처음 알고 놀라 톰이 산탄총을 버리는 걸 막기 위해 톰에게 필사적으로 전화를 건다. 영화는 배터시교에서 벨 소리가 울리는 휴대폰을 입에 문 톰이 산탄총을 막 템스강에 떨어뜨리려고 하는 모습으로 끝이 난다.

## 출연진
- 닉 모런 - 에디 역
- 제이슨 플레밍 - 톰 역
- 덱스터 플레처 - 소프 역
- 제이슨 스테이섬 - 베이컨 역
- 스티븐 매킨토시 - 윈스턴 역
- 비니 존스 - 빅 크리스 역
- 피터 맥니콜 - 리틀 크리스 역
- 니컬러스 로 - J 역
- 레니 매클레인 - 배리 "더 뱁티스트" 역
- P. H. 모리아티 - "해칫" 해리 론즈데일 역
- 프랭크 하퍼 - 도그 역
- 스팅 - JD 역
- 스티븐 마커스 - 닉 "더 그리크" 역
- 배스 블랙우드 - 로리 브레이커 역
- 비라 데이 - 태니아 역
- 롭 브라이던 - 주차 집행관 역

## 기타 제작진
- 공동 제작: 조지아 마스터스
- 협력 제작: 서배스천 피어슨, 장 호우다누스(크레디트 미기재)
- 배역: 실레스티아 폭스, 가이 리치
- 미술: 이언 앤드루스
- 의상: 스테퍼니 콜리

## 우리말 녹음
MBC 성우진
- 손원일 - 에디 (닉 모런)
- 송준석 - 톰 (제이슨 플레밍)
- 안장혁 - 소프 (덱스터 플레처)
- 최한 - 베이컨 (제이슨 스테이섬)
- 김용식 - 해리 (P. H. 모리아티)
- 김호성 - 로리 (배스 블랙우드)
- 이종혁 - 크리스 (비니 존스/피터 맥니콜)
- 이철용 - 프랭크 (스티브 스위니)
- 김태훈
- 이종오
- 박지훈
- 변종필
- 이상훈
- 이자옥
- 방성준
- 이원찬
- 정재헌

## 같이 보기
- 하이퍼링크 시네마
- 하이스트 영화